# 布瓦西欧卡耶
布瓦西欧卡耶（法語：Boissy-aux-Cailles，法語發音：[bwasi o kaj] ⓘ）是法国塞纳-马恩省的一个市镇，属于枫丹白露区。

## 地理
布瓦西欧卡耶（48°19'10"N, 2°30'12"E）面积16.4 平方千米，位于法国法蘭西島大區塞纳-马恩省，该省份为法国北部内陆省份，北起瓦兹省，西接埃松省、马恩河谷省、塞纳-圣但尼省和瓦兹河谷省，南至卢瓦雷省，东南接约讷省，东临马恩省和奥布省，东北接埃纳省。
与布瓦西欧卡耶接壤的市镇（或旧市镇、城区）包括：图松、埃松河畔楠托、勒沃杜埃、昂蓬维尔、比捷、拉沙佩勒拉雷讷。

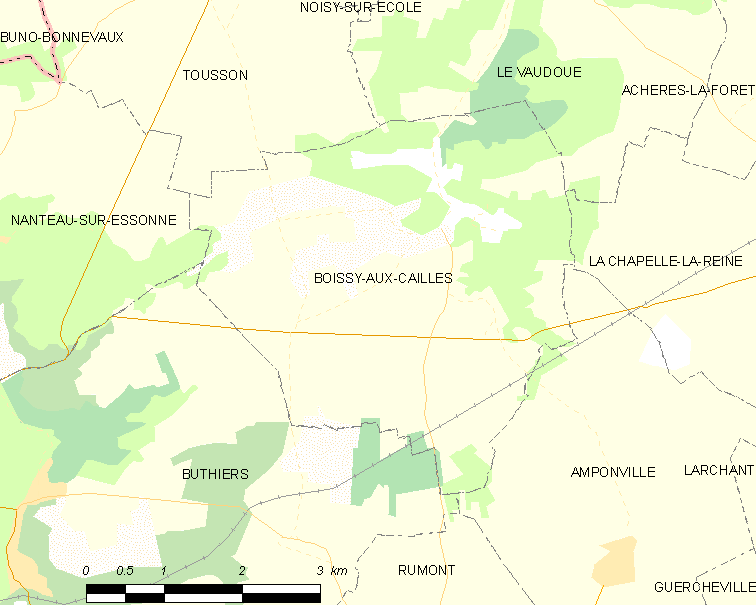
布瓦西欧卡耶的OSM定位图

布瓦西欧卡耶的时区为UTC+01:00、UTC+02:00（夏令时）。

## 行政
布瓦西欧卡耶的邮政编码为77760，INSEE市镇编码为77041。

## 政治
布瓦西欧卡耶所属的省级选区为枫丹白露县。

## 人口

1962-2008年间布瓦西欧卡耶人口变化图示

布瓦西欧卡耶于2022年1月1日时的人口数量为274人。